# Laci Mosley
Laci Mosley es una actriz y comediante estadounidense. Realiza comedia de improvisación en UCB Los Ángeles y coprotagonizó la serie de comedia pop Florida Girls. Mosley es conocida por su podcast Scam Goddess, que se centra en estafas históricas y contemporáneas. En 2021, Mosley se unió al elenco de A Black Lady Sketch Show de HBO y la serie de iCarly.

## Carrera profesional

### Actuaciones

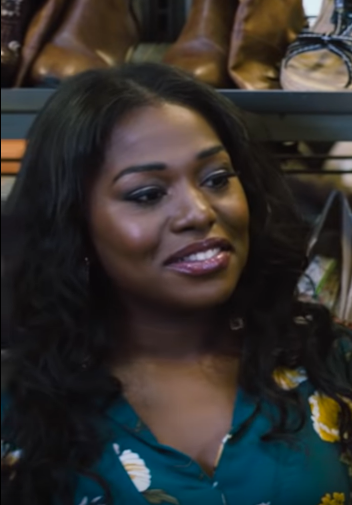
Mosley en 2018 en el programa de juegos "Thrift Haul"

El primer papel principal de Mosley fue en la serie Pop de 2019 Florida Girls, que fue cancelada después de una temporada a pesar de una renovación inicial. También ha actuado en papeles secundarios en Single Parents, Insecure y The Wedding Year . Ella está lista para protagonizar la próxima serie digital Scroll Wheel of Time en Eko .
Mosley ofrece comentarios sobre la serie de crímenes reales de ABC de Whoopi Goldberg , The Con (2020).
En 2021 se unió al elenco principal de la segunda temporada de A Black Lady Sketch Show.  Ese año, también fue elegida para el papel principal de Harper en el avivamiento de iCarly. Desde el anuncio de su casting, Mosley ha sido blanco de ataques racistas injustificados por parte de los fanáticos que la vieron como un reemplazo del personaje de Jennette McCurdy del original. La escritora Franchesca Ramsey tuiteó en respuesta: " El personaje de Laci, Harper, no está reemplazando a Sam. ¡Nadie podría reemplazar a Jennette McCurdy o su increíble talento! ¡Pero es tan racista como el infierno y completamente injusto decidir que Laci no se ha ganado su papel, especialmente porque el programa aún no ha salido! " 

### Otro trabajo
Mosley realiza comedia de improvisación y sketches en UCB en Los Ángeles y presenta un programa llamado #TrapProv con su compañera de comedia Priscilla Davies. Es miembro de la iniciativa Project Rethink de UCB que comenzó en 2020, que trabaja para abordar el racismo sistémico dentro de la organización.
En septiembre de 2019, creó el podcast Scam Goddess, producido por Earwolf, donde analiza los inconvenientes históricos y modernos con otros comediantes invitados. El nombre proviene de un apodo que le dieron los presentadores del podcast The Daily Zeitgeist debido a su frecuente investigación en Internet sobre casos de estafa y fraude. Los temas cubiertos incluyen el Festival Fyre y las afirmaciones de Hilaria Baldwin de que es de ascendencia española. El podcast fue recomendado por Vox y Vulture. Sean Malin de Vulture escribió en una crítica positiva:"Mosley es veloz con los chistes, eclipsa y divierte incluso a sus invitados más divertidos con chistes". En octubre de 2020, el podcast fue elegido para la coproducción por la compañía de Conan O'Brien, Team Coco, junto con Earwolf.

## Vida personal
Mosley nació en Terrell, Texas y se crio en Dallas. Vivió en la ciudad de Nueva York después de la universidad durante dos años y luego se mudó a Los Ángeles para dedicarse a la actuación. Ella es bisexual.